# Ligier European Series
Die Ligier European Series ist eine vom Automobile Club de l’Ouest und Ligier Automotive organisierte Sportwagenrennserie, welche mit Ligier JS P4 und Ligier JS2 R-Wagen gefahren wird. Die Rennen werden im Rahmen der European Le Mans Series und des Le Mans Cup gefahren.

## Geschichte
Die Ligier European Series wurde erstmals 2020 als Einstiegsrennserie für Langstreckenrennen ausgerichtet und fuhr im Rahmenprogramm der European Le Mans Series. Im Laufe der Jahre vergrößerte sich das Starterfeld regelmäßig und erreichte im Jahr 2025 26 Wagen.

## Reglement

### Rennwagen und Teams

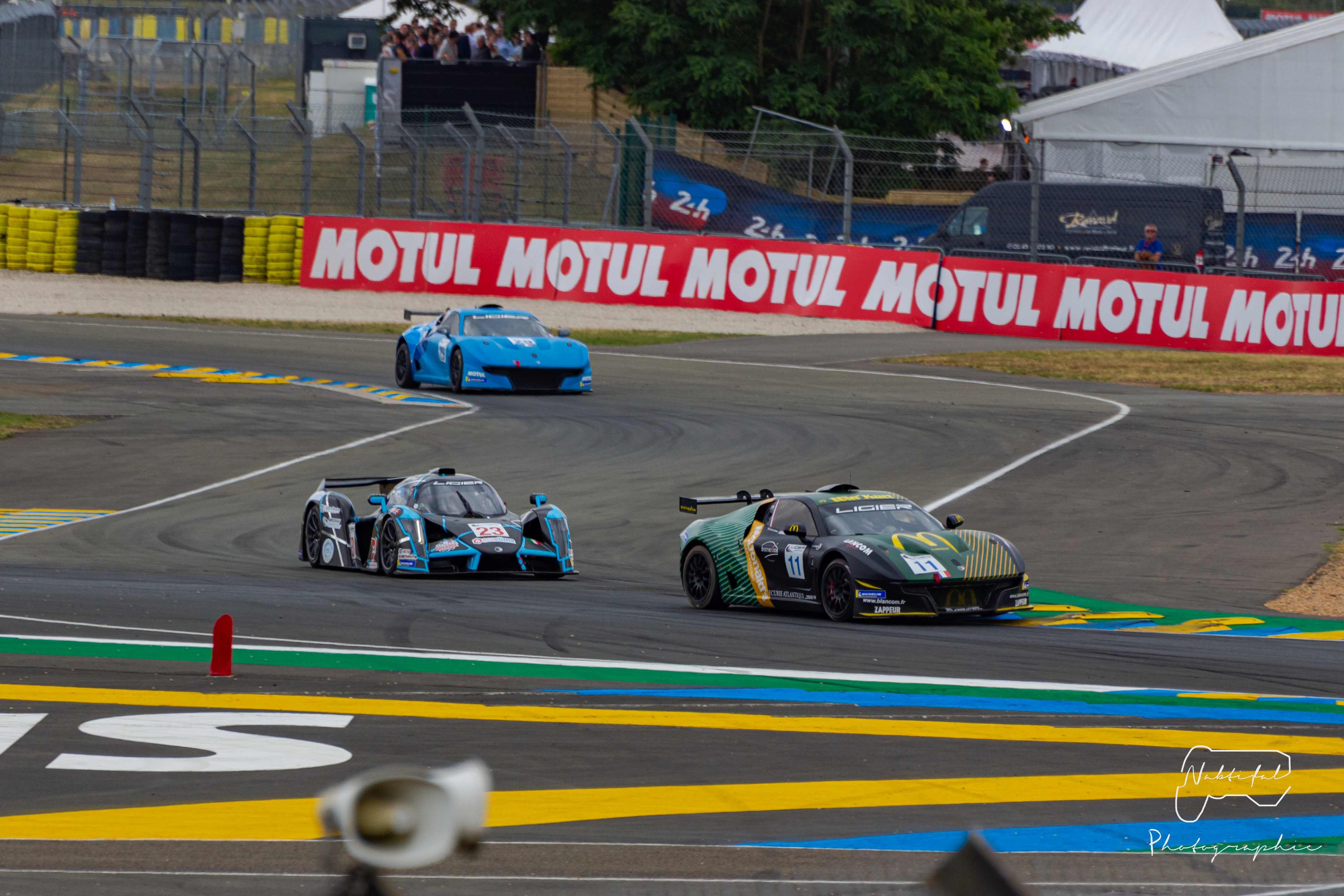
Rennen der Ligier European Series in Le Mans, 2022.

Die Ligier European Series beinhaltet zwei Fahrzeugklassen, JS P4 und JS2 R. Die Wagen sind dabei für alle Fahrer gleich.
Die JS P4-Klasse wird mit dem Ligier JS P4 gefahren, einem Sportwagen-Prototyp, welcher eine Brücke zwischen der Gruppe CN und der LMP3 bilden soll. In der JS2-R-Klasse werden die Rennen mit dem Ligier JS2 R bestritten.
Pro Rennwagen sind zwei Fahrer zugelassen, die Einstufungen gehen von Bronze bis Gold.

### Rennformat
Die Rennwochenenden beinhalten zwei freie Trainings am Freitag zu je 40 Minuten, gefolgt vom Qualifying, welches in zwei 15-Minuten-Segmenten gefahren wird. Die beiden gefahreren Rennen haben eine Dauer von einer Stunde und finden am Samstag statt.

## Rennstrecken
| Strecke                              | 2020 | 2021 | 2022 | 2023 | 2024 | 2025 | Gesamt |
| ------------------------------------ | ---- | ---- | ---- | ---- | ---- | ---- | ------ |
| Circuit Paul Ricard                  |      |      |      |      |      |      | 6      |
| Circuit de Spa-Francorchamps         |      |      |      |      |      |      | 6      |
| Autodromo Nazionale di Monza         |      |      |      |      |      |      | 2      |
| Autódromo Internacional do Algarve   |      |      |      |      |      |      | 6      |
| Circuit de Barcelona-Catalunya       |      |      |      |      |      |      | 4      |
| Red Bull Ring                        |      |      |      |      |      |      | 1      |
| Autodromo Enzo e Dino Ferrari        |      |      |      |      |      |      | 1      |
| Circuit des 24 Heures                |      |      |      |      |      |      | 4      |
| Motorland Aragón                     |      |      |      |      |      |      | 1      |
| Autodromo Internazionale del Mugello |      |      |      |      |      |      | 1      |
| Silverstone Circuit                  |      |      |      |      |      |      | 1      |

## Sieger
| Saison | Fahrermeisterschaft                  | Fahrermeisterschaft           | Konstrukteursmeisterschaft | Konstrukteursmeisterschaft |
| Saison | JS P4                                | JS2 R                         | JS P4                      | JS2 R                      |
| ------ | ------------------------------------ | ----------------------------- | -------------------------- | -------------------------- |
| 2020   | Andrea Dromedari                     | Sébastien Baud                | HP Racing Team             | Cool Racing                |
| 2021   | Jacopo Faccioni Alessandro Cicognani | Natan Bihel                   | HP Racing Team             | M Racing                   |
| 2022   | Gillian Henrion                      | Haytham Qarajouli             | Team Virage                | RLR MSport                 |
| 2023   | Mihnea Ștefan                        | Julien Lemoine                | Team Virage                | ANS Motorsport             |
| 2024   | Haydn Chance Theo Micouris           | Julien Schell David Caussanel | Team Virage                | Pegasus Racing             |